# Karel Albert
Charles François Joseph (Karel) Albert, ook actief onder het pseudoniem van K. Victors (Antwerpen, 16 april 1901 - Liedekerke, 23 mei 1987) was een Belgisch componist. In het interbellum verwierf hij naam als een van de eerste Belgische modernisten. Later rekende hij zichzelf bij de constructivisten.
Hij werd geboren binnen het gezin van werktuigkundige Victor Pierre Joseph Albert en Isabelle Louise Breugelmans. 
Albert werd gevormd aan het Koninklijk Vlaams Muziekconservatorium van Antwerpen, en was eveneens een leerling van Marinus de Jong. Albert componeerde licht symfonisch werk, en toneelmuziek, onder meer voor het Vlaamsche Volkstooneel en het Brusselse Théâtre du Marais. Daarnaast werkte hij sinds 1933 bij het Nationaal Instituut voor de Radio-omroep, waar hij in de latere jaren van het NIR en de start van de Belgische Radio en Televisie de positie van directeur Lichte Muziek verwierf. In 1961 ging hij bij de BRT met pensioen. Als recensent schreef hij voor Herleving, Pogen, Hoger leven, Vrij Nederland, De Standaard en De Radiobode.
Albert werd gecremeerd en verstrooid op de strooiweide van de Antwerpse begraafplaats Schoonselhof.

## Oeuvre
- voor orkest: 
  - 1933: Wilde jacht
  - 1936: Humoresque
  - 1937: Het land, symfonische constructie
  - 1941: Eerste symfonie in E
  - 1943: Tweede symfonie in G
  - 1945: Derde symfonie in Bes
  - 1956: De nacht
  - 1958: Suite voor orkest
  - 1959: Drie constructies voor snaren
  - 1962: In den beginne was het woord
  - 1966: Vierde symfonie
  - 1968: Synfonietta
- kamermuziek:
  - 1929: Strijkkwartet nr.1
  - 1930: Trio voor hobo, klarinet en fagot
  - 1932: Kamersymfonie
  - 1954: Kwintet voor fluit, hobo en strijktrio
  - 1964: Kwartet voor koper
- ballet:
  - 1942: De toverlantaarn
  - 1953: Tornooi

- opera buffa:
  - 1950: Europa ontvoerd
- liederen:
  - 1933: Het lied van de smid
  - 1960: De heide roept
  - 1960: Femme en noir
  - 1960: Fidelité en chambre
- toneelmuziek:
  - 1923: De vrolijke dood
  - 1924: Marieken van Niemeghen
  - 1925: Tijl
  - 1925: Les marrons du feu
  - 1926: Lucifer van Vondel
  - 1927: De Mariaboodschap
  - 1928: Adam in ballingschap
- pianomuziek:
  - 1932: Het beestenspel
  - 1955: Thema met variaties voor piano
  - 1956: Derde sonate voor piano
  - 1956: Bloeiende lotus